# Maria Anna del Palatinato-Sulzbach
Maria Anna del Palatinato-Sulzbach (nome completo Marie-Anne Josepha Charlotte Amélie von Pfalz-Sulzbach; Schwetzingen, 22 giugno 1722 – Monaco di Baviera, 25 aprile 1790) era figlia di Giuseppe Carlo del Palatinato-Sulzbach e di Elisabetta Augusta Sofia del Palatinato-Neuburg, fu moglie di Clemente Francesco di Baviera.

## Biografia

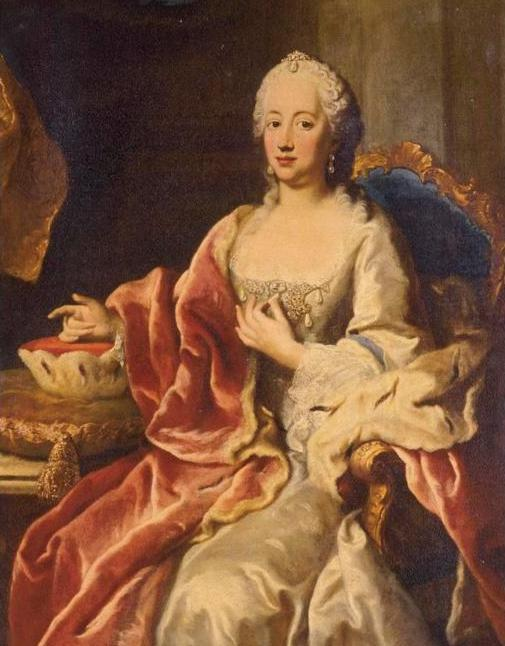
Maria Anna del Palatinato-Sulzbach ritratta da ragazza.

### Infanzia
Maria Anna era una figlia del principe Giuseppe Carlo del Palatinato-Sulzbach (1694-1729) e di Elisabetta Augusta Sofia del Palatinato-Neuburg (1693-1728), figlia del principe Carlo III Filippo del Palatinato. Le sue sorelle erano Elisabetta Augusta del Palatinato-Sulzbach e Maria Francesca del Palatinato-Sulzbach.

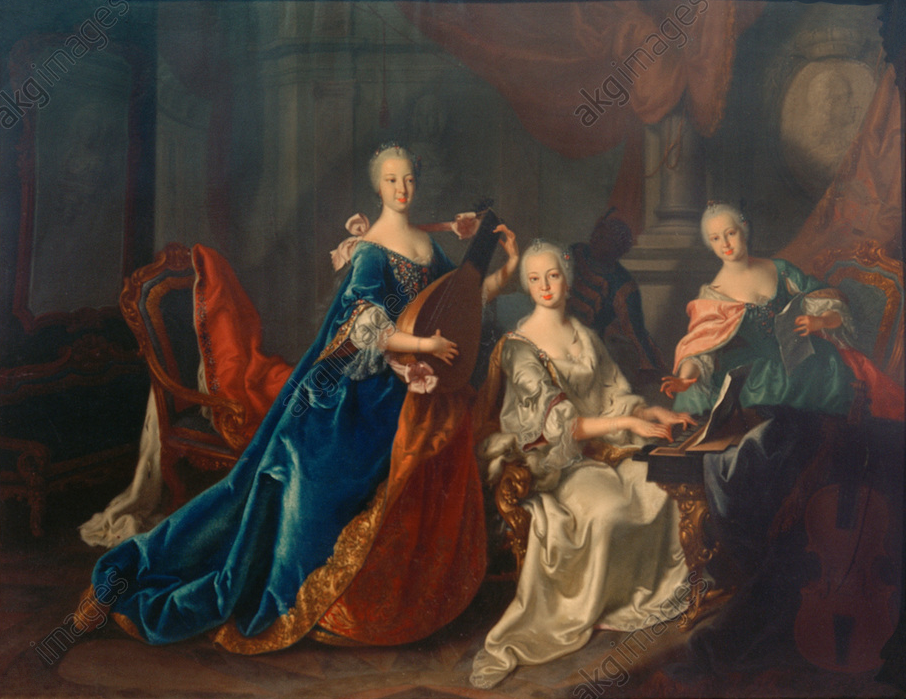
Ritratto di Maria Anna con le sue sorelle Elisabetta Augusta e Maria Francesca, 1742.

Sua madre Elisabetta Augusta Sofia fu molto presente nella sua crescita. Maria Anna e le sue sorelle condividevano la stessa stanza, erano molto legate. Maria Anna crescendo divenne una splendida adolescente e dimostrò molto buone doti artistiche.

### Matrimonio

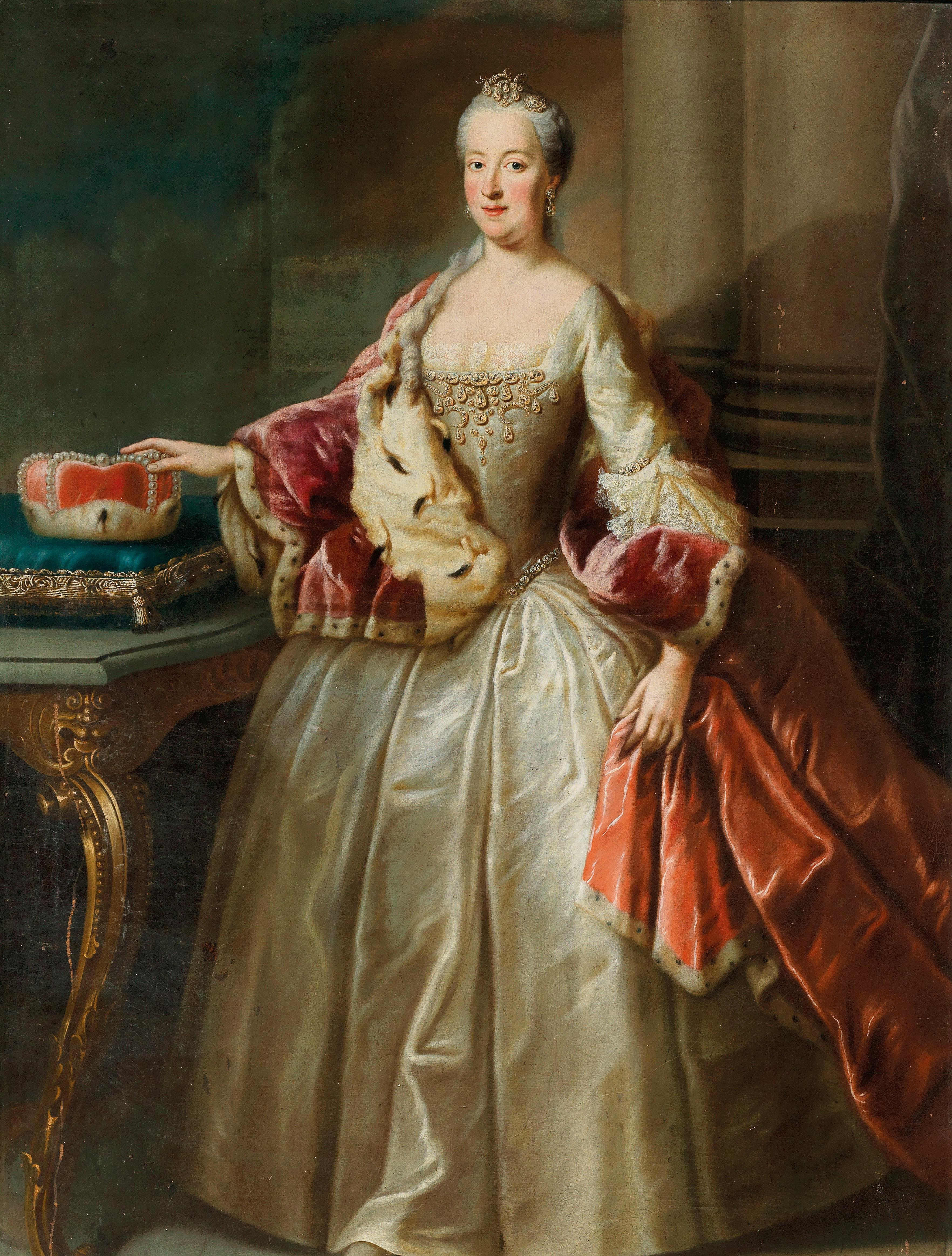
Maria Anna, Principessa Consorte Ereditaria di Baviera, poco dopo il suo matrimonio.

Maria Anna ha sposato il 17 gennaio 1742 a Mannheim Il principe Clemente Francesco di Baviera (1722-1770), che fu principe ereditario di Baviera fino alla sua morte.
Dopo la morte dell'Elettore Massimiliano III di Baviera nel 1777, la linea principale bavarese si estinse. Maria Anna tentò di preservare l'indipendenza della Baviera dall'Austria. Maria Anna si è rivolta personalmente e segretamente a Federico il Grande, chiedendogli di parlare con l'Imperatore Giuseppe II d'Austria per convincerlo di fermarsi. Lei e i suoi sostenitori protestarono formalmente il 6 febbraio 1778 e dichiararono non valido il trattato del 15 gennaio 1778.
Il 6 febbraio 1778, alla presenza di Maria Anna, Maxburg Karl von Birkenfeld con i ministri Johann Christian von Hofenfels e Nees von Esenbeck e l'inviato prussiano il Conte Johann Eustach von Gàrtz, protestarono ufficialmente contro le rivendicazioni di acquisizione dell'Austria e dichiararono non valido il contratto del 15 gennaio 1778.
Maria Anna era una donna vivace e intelligente. Accanto a lei, Clemente venne spesso descritto come strano. Fin dalla giovane età, la principessa era famosa per la sua capacità di ordire intrighi diplomatici.

### Vita successiva
Maria Anna sposò il 10 giugno 1780, segretamente, il suo tesoriere Andras André.
Negli ultimi anni della sua vita, divenne famosa per la sua vanità e filantropia. Maria Anna morì il 25 aprile 1790 dopo una breve malattia a 68 anni, a Monaco di Baviera. Il suo Cuore è stato sepolto nella cappella commemorativa di Alltting.
La vita di Maria Anna è scritta nel 1931 nel romanzo La Signora.

## Discendenza
Dal suo primo matrimonio, Maria Anna ebbe cinque figli:
- Principessa Maria Teresa (1748)[1]
- Figlio nato morto (1753)[2]
- Principessa Maria Anna (1754)[3]
- Figlio nato morto (1755)[4]
- Figlia nata morta (1756)

## Ascendenza
|                                                 |                                  |                                             | Genitori                                          |  |  | Nonni |  |  | Bisnonni                                  |  |  | Trisnonni                      |  |
|                                                 |                                  |                                             |                                                   |  |  |       |  |  | Cristiano Augusto del Palatinato-Sulzbach |  |  | Augusto del Palatinato-Neuburg |  |
|                                                 |                                  |                                             |                                                   |  |  |       |  |  | Cristiano Augusto del Palatinato-Sulzbach |  |  | Augusto del Palatinato-Neuburg |  |
|                                                 |                                  | Edvige di Holstein-Gottorp                  |                                                   |  |  |       |  |  | Cristiano Augusto del Palatinato-Sulzbach |  |  |                                |  |
| Teodoro Eustachio del Palatinato-Sulzbach       |                                  |                                             |                                                   |  |  |       |  |  | Cristiano Augusto del Palatinato-Sulzbach |  |  |                                |  |
|                                                 |                                  | Amalia di Nassau-Siegen                     | Giovanni VII di Nassau-Siegen                     |  |  |       |  |  |                                           |  |  |                                |  |
|                                                 |                                  | Amalia di Nassau-Siegen                     | Giovanni VII di Nassau-Siegen                     |  |  |       |  |  |                                           |  |  |                                |  |
|                                                 |                                  | Amalia di Nassau-Siegen                     | Margherita di Schleswig-Holstein-Sonderburg       |  |  |       |  |  |                                           |  |  |                                |  |
| Giuseppe Carlo del Palatinato-Sulzbach          |                                  | Amalia di Nassau-Siegen                     |                                                   |  |  |       |  |  |                                           |  |  |                                |  |
|                                                 |                                  | Guglielmo d'Assia-Rotenburg                 | Ernesto d'Assia-Rheinfels                         |  |  |       |  |  |                                           |  |  |                                |  |
|                                                 |                                  | Guglielmo d'Assia-Rotenburg                 | Ernesto d'Assia-Rheinfels                         |  |  |       |  |  |                                           |  |  |                                |  |
|                                                 |                                  | Guglielmo d'Assia-Rotenburg                 | Maria Eleonora di Solms-Hohensolms-Lich           |  |  |       |  |  |                                           |  |  |                                |  |
| Maria Eleonora d'Assia-Rotenburg                |                                  | Guglielmo d'Assia-Rotenburg                 |                                                   |  |  |       |  |  |                                           |  |  |                                |  |
|                                                 |                                  | Maria Anna di Löwenstein-Wertheim-Rochefort | Ferdinando Carlo di Löwenstein-Wertheim-Rochefort |  |  |       |  |  |                                           |  |  |                                |  |
|                                                 |                                  | Maria Anna di Löwenstein-Wertheim-Rochefort | Ferdinando Carlo di Löwenstein-Wertheim-Rochefort |  |  |       |  |  |                                           |  |  |                                |  |
|                                                 |                                  | Maria Anna di Löwenstein-Wertheim-Rochefort | Anna Maria di Fürstenberg-Heiligenberg            |  |  |       |  |  |                                           |  |  |                                |  |
| Maria Anna del Palatinato-Sulzbach              |                                  | Maria Anna di Löwenstein-Wertheim-Rochefort |                                                   |  |  |       |  |  |                                           |  |  |                                |  |
|                                                 | Filippo Guglielmo del Palatinato | Volfango Guglielmo del Palatinato-Neuburg   |                                                   |  |  |       |  |  |                                           |  |  |                                |  |
|                                                 | Filippo Guglielmo del Palatinato | Volfango Guglielmo del Palatinato-Neuburg   |                                                   |  |  |       |  |  |                                           |  |  |                                |  |
|                                                 | Filippo Guglielmo del Palatinato | Maddalena di Baviera                        |                                                   |  |  |       |  |  |                                           |  |  |                                |  |
| Carlo III Filippo del Palatinato                | Filippo Guglielmo del Palatinato |                                             |                                                   |  |  |       |  |  |                                           |  |  |                                |  |
|                                                 |                                  | Elisabetta Amalia d'Assia-Darmstadt         | Giorgio II d'Assia-Darmstadt                      |  |  |       |  |  |                                           |  |  |                                |  |
|                                                 |                                  | Elisabetta Amalia d'Assia-Darmstadt         | Giorgio II d'Assia-Darmstadt                      |  |  |       |  |  |                                           |  |  |                                |  |
|                                                 |                                  | Elisabetta Amalia d'Assia-Darmstadt         | Sofia Eleonora di Sassonia                        |  |  |       |  |  |                                           |  |  |                                |  |
| Elisabetta Augusta Sofia del Palatinato-Neuburg |                                  | Elisabetta Amalia d'Assia-Darmstadt         |                                                   |  |  |       |  |  |                                           |  |  |                                |  |
|                                                 |                                  | Boguslavo Radziwiłł                         | Janusz Radziwiłł (1579-1620)                      |  |  |       |  |  |                                           |  |  |                                |  |
|                                                 |                                  | Boguslavo Radziwiłł                         | Janusz Radziwiłł (1579-1620)                      |  |  |       |  |  |                                           |  |  |                                |  |
|                                                 |                                  | Boguslavo Radziwiłł                         | Elisabetta Sofia di Brandeburgo                   |  |  |       |  |  |                                           |  |  |                                |  |
| Ludwika Karolina Radziwiłł                      |                                  | Boguslavo Radziwiłł                         |                                                   |  |  |       |  |  |                                           |  |  |                                |  |
|                                                 |                                  | Anna Maria Radziwiłł                        | Janusz Radziwiłł (1612-1655)                      |  |  |       |  |  |                                           |  |  |                                |  |
|                                                 |                                  | Anna Maria Radziwiłł                        | Janusz Radziwiłł (1612-1655)                      |  |  |       |  |  |                                           |  |  |                                |  |
|                                                 |                                  | Anna Maria Radziwiłł                        | Katarzyna Potocka                                 |  |  |       |  |  |                                           |  |  |                                |  |
|                                                 |                                  | Anna Maria Radziwiłł                        |                                                   |  |  |       |  |  |                                           |  |  |                                |  |